# 環球貿易廣場
環球貿易廣場（英語：International Commerce Centre）樓高108層（頂層稱之118樓），總高度海拔484米。 全球第13高、全港最高及唯一超過100層的香港建築物，位於香港尖沙咀柯士甸道西1號。屬九龍站Union Square第七期發展計劃，亦是最後一期發展項目。
100樓設有360度室內觀景台天際100；101樓開設5間中西日式高級餐廳；香港麗思卡爾頓酒店位處3樓至9樓及最高17層（M4-3至118樓，即92至108層）。10樓至99樓為辦公樓層。
KPF建築事務所及王歐陽（香港）有限公司分別負責大樓設計建築及項目建築；由新鴻基地產發展及興建，2010年竣工，2011年落成。

## 特色

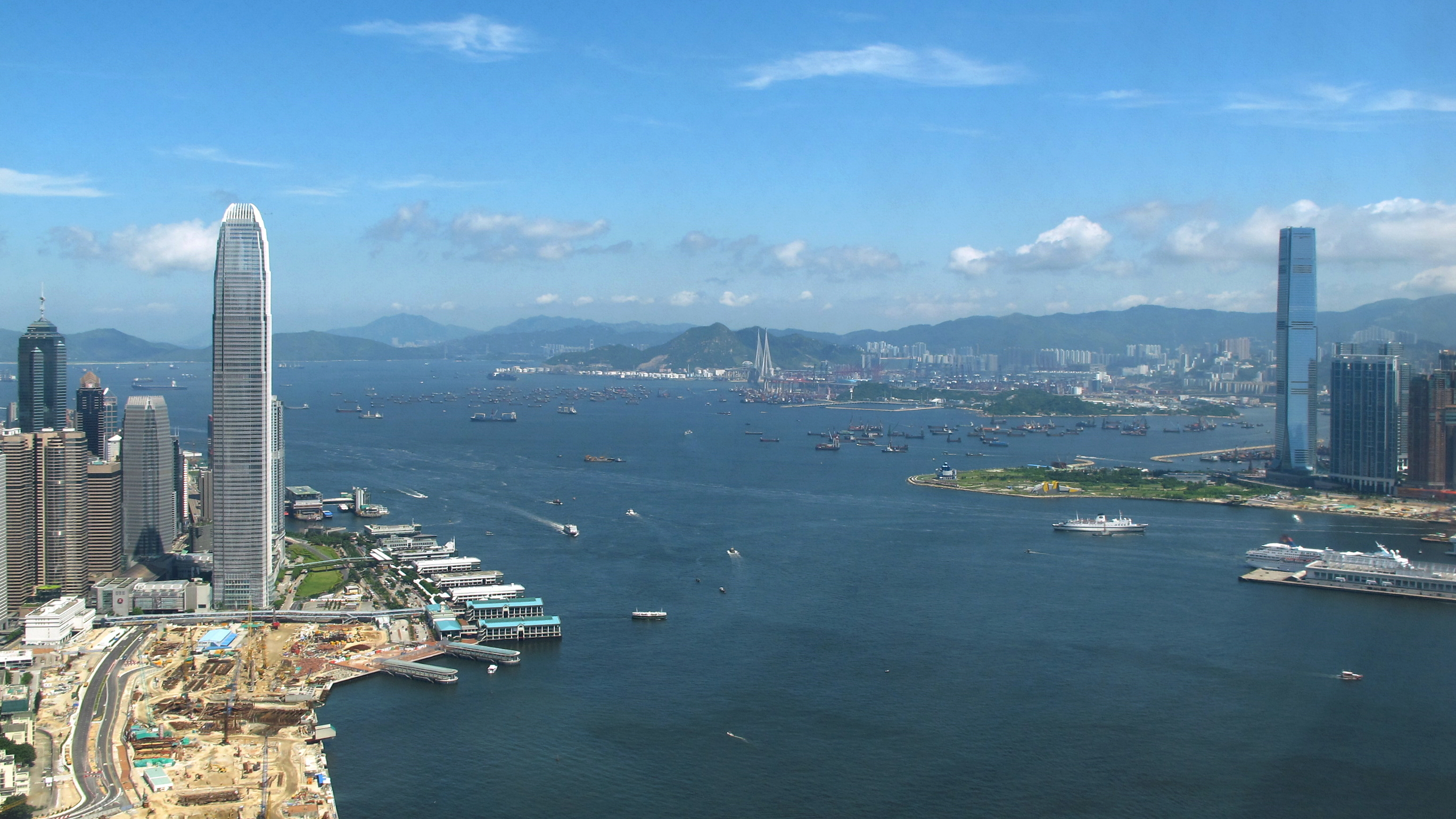
環球貿易廣場與對岸的國際金融中心二期組成巍峨「維港門廊」，構成獨特海港景觀

- 全球首座建築物採用雙層玻璃幕牆建造（僅限天際100），達至天然採光環境保護效果。
- 48樓及49樓設有空中大堂。
- 設有30部分別可同時容納21人的升降機，穿梭地面及各層辦公室。另有14部直達高層的升降機以及2部貴賓升降機。
- 升降機採用迅達獨家專利的PORT1智能分配系統並配合門禁系統，為全球第一座安裝此系統的大廈。
- 設有24小時出入管理及保安系統。
- 辦公室、升降機和大堂均設置無線手提電話通訊裝置。
- 配備衛星電視接收器。
- 裝有38部發電機，以應付緊急事故。
- 與商場、住宅及酒店相鄰，構成多元化的獨立社區「Union Square」。
- 與對岸的國際金融中心2期組成巍峨「維港門廊」，構成獨特海港景觀，成為香港的新地標。
- 因保安理由，由2010年開始，辦公室大堂及地下車道入口禁止遊客進入，連接圓方的入口大堂則駐守一名保安，以謝絕遊客進入。
- 2011年下半年起於大堂加設指示牌，包括禁止遊客進入辦公室大堂及該範圍禁止拍攝的指示。然而，公眾人士需路過辦公室大堂才能進入101樓天際高級食肆（skydinning 101）及香港麗思卡爾頓酒店，為必經之路，有關安排令人費解及不便。公眾人士即使停留不足數十秒、以至觀看場內指示牌，亦會很快被保安要求離開。
- 環球貿易廣場低層樓面稱為第一期，於2008年9月建成後陸續租出，其餘樓面於2010年內落成，該手法仿傚美國的世界貿易中心。（1972年時，世界貿易中心仍未完成，已租出部分樓層。）

### 摩天大樓紀錄
環球貿易廣場落成後創下以下紀錄：
- 全香港最多樓層：108層（頂樓118樓），取代國際金融中心二期的88層。
- 全香港最高大樓：484米，取代國際金融中心二期的415.8米。
- 全香港最高速升降機（每秒10米或每小時36公里）
- 全香港行機程最長升降機（374米）
- 世界第13高摩天大樓（大廈建成的時候為全球第4高、華南最高摩天大樓）。
- 全球最高酒店（2011-2019）（香港麗思卡爾頓酒店）：位於大樓3樓至9樓、M4-3至118樓。現僅次於廣州瑰麗酒店及J酒店上海中心。

## 歷史

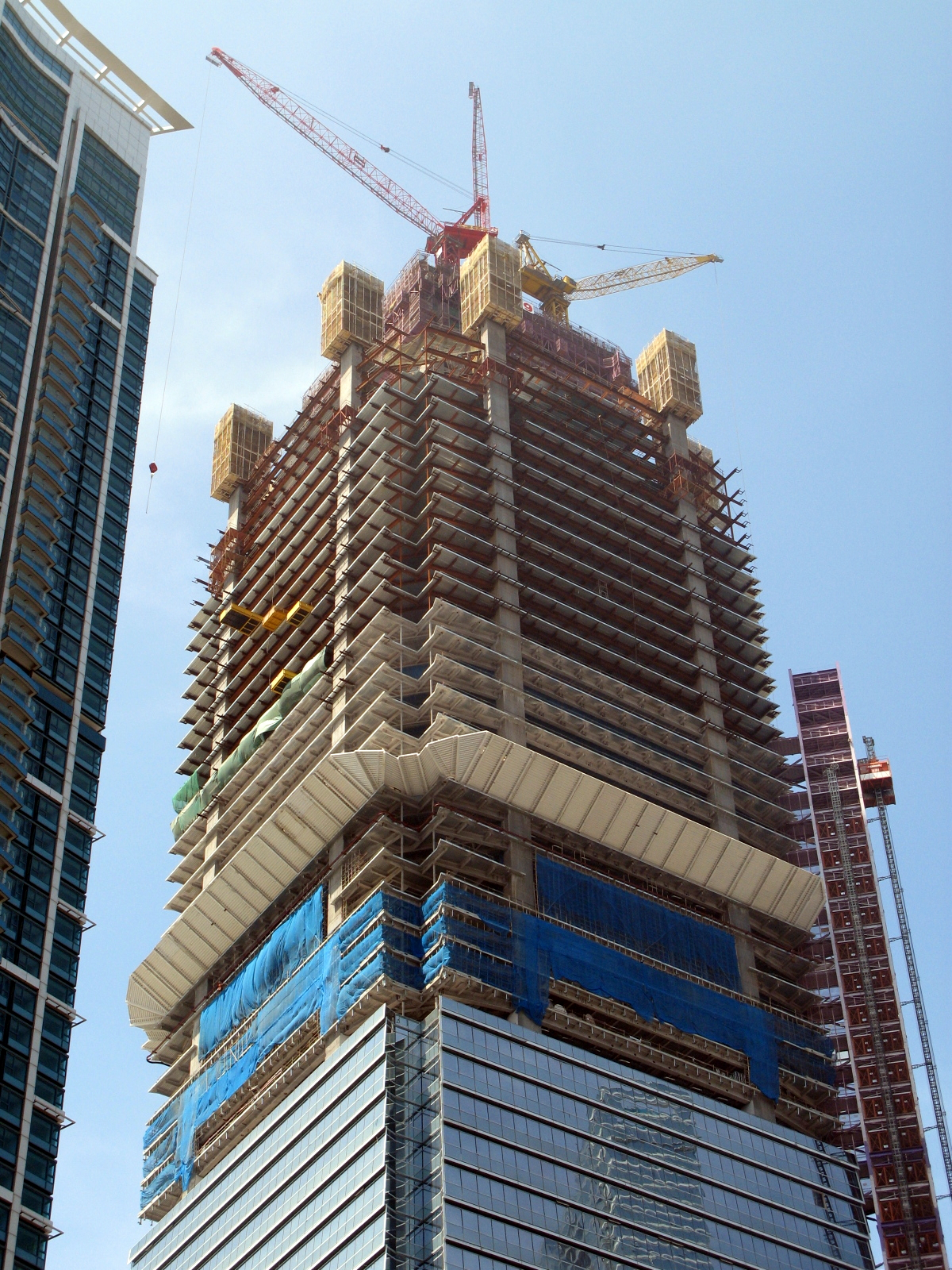
2007年9月大樓興建情況

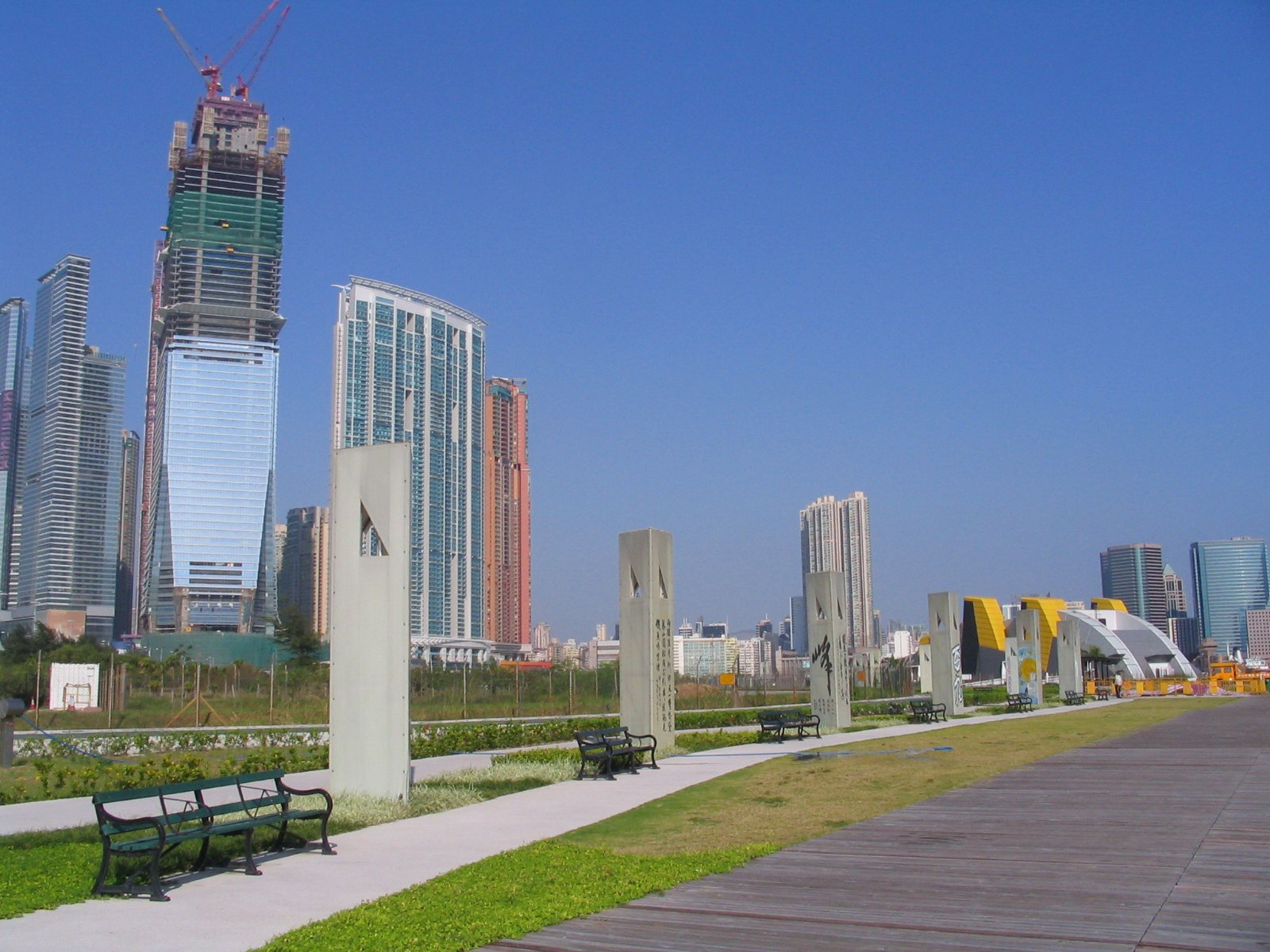
2007年10月的環球貿易廣場（圖左建築）

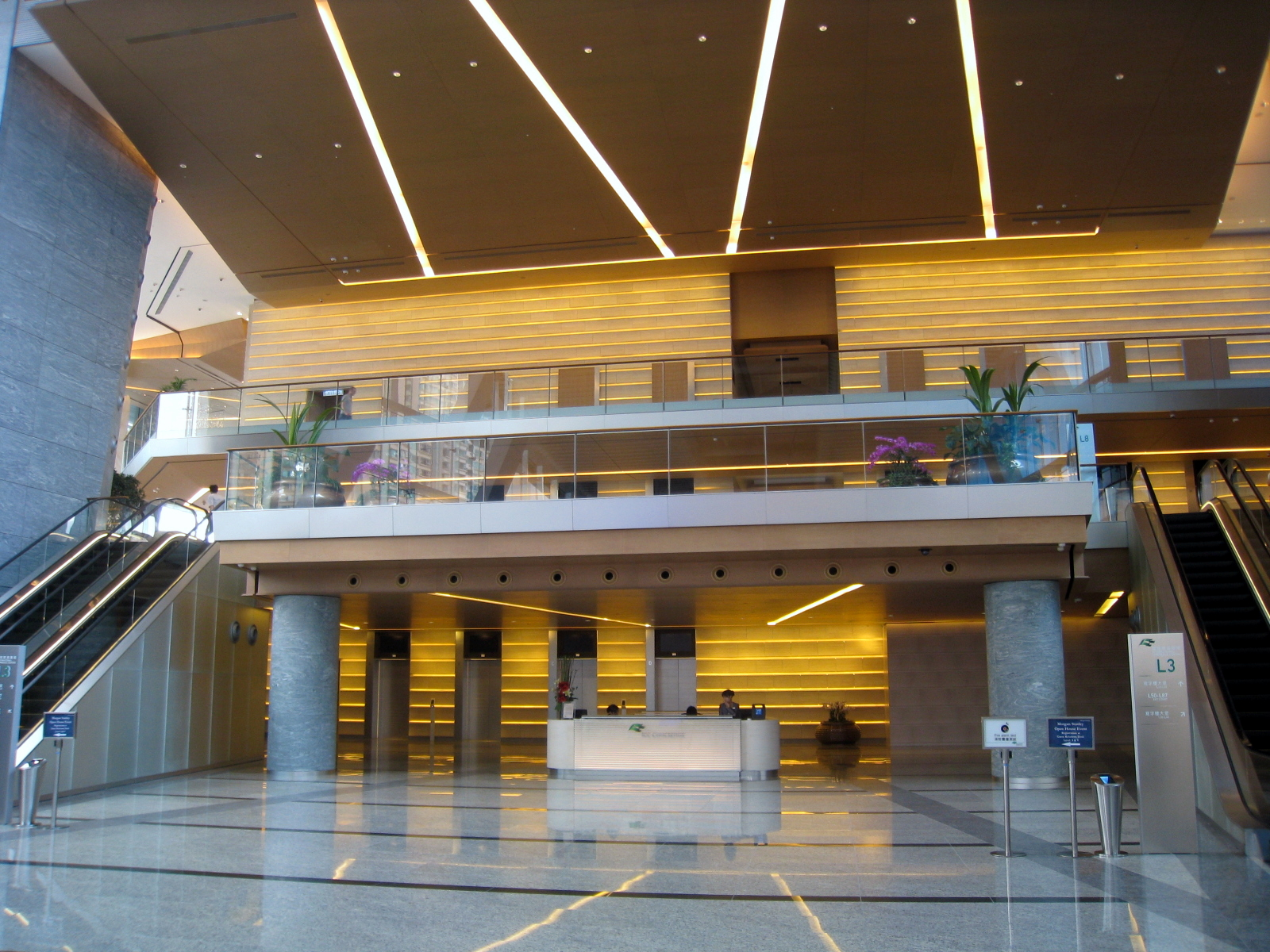
環球貿易廣場辦公室大堂

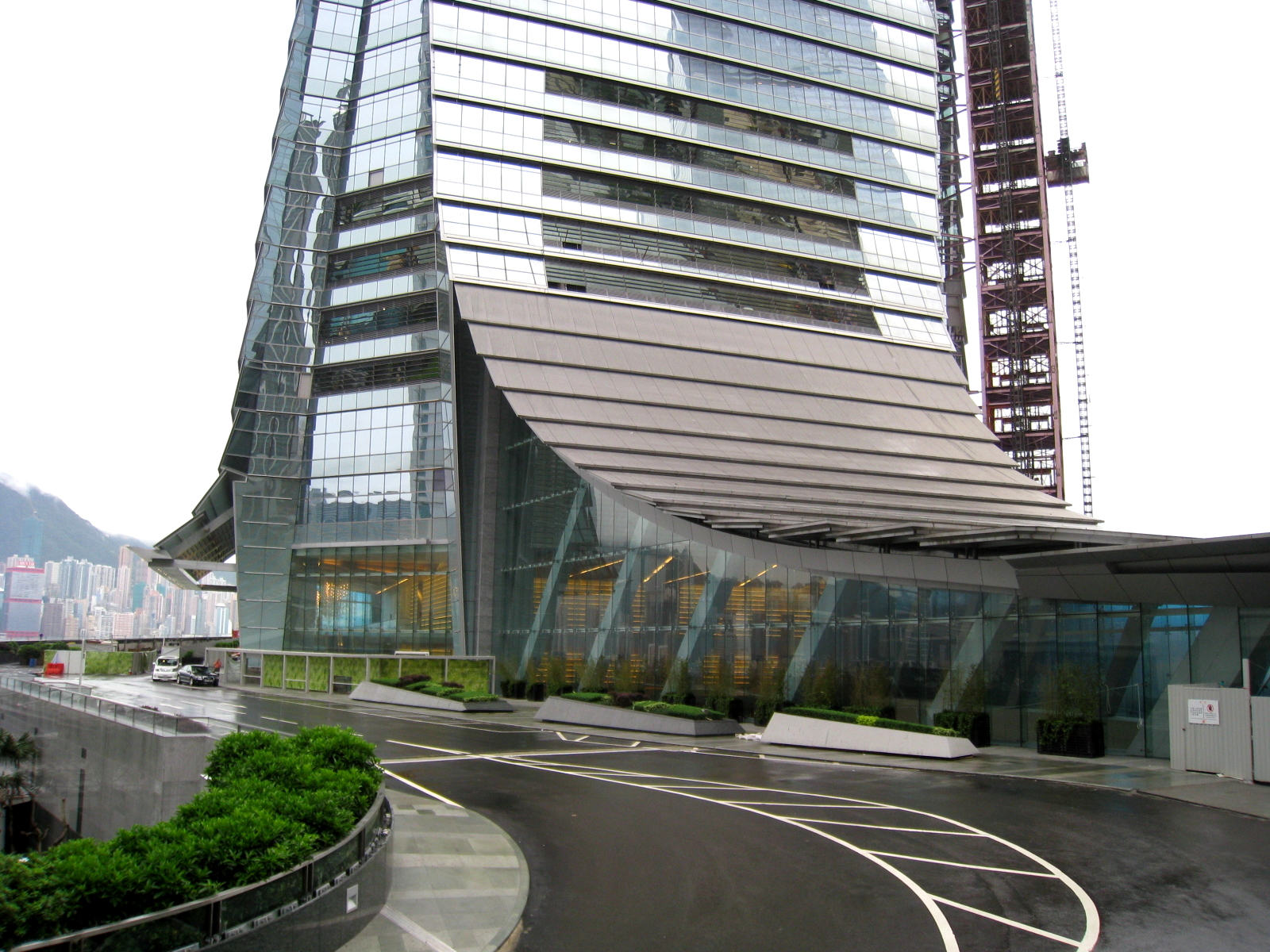
環球貿易廣場地下車道入口

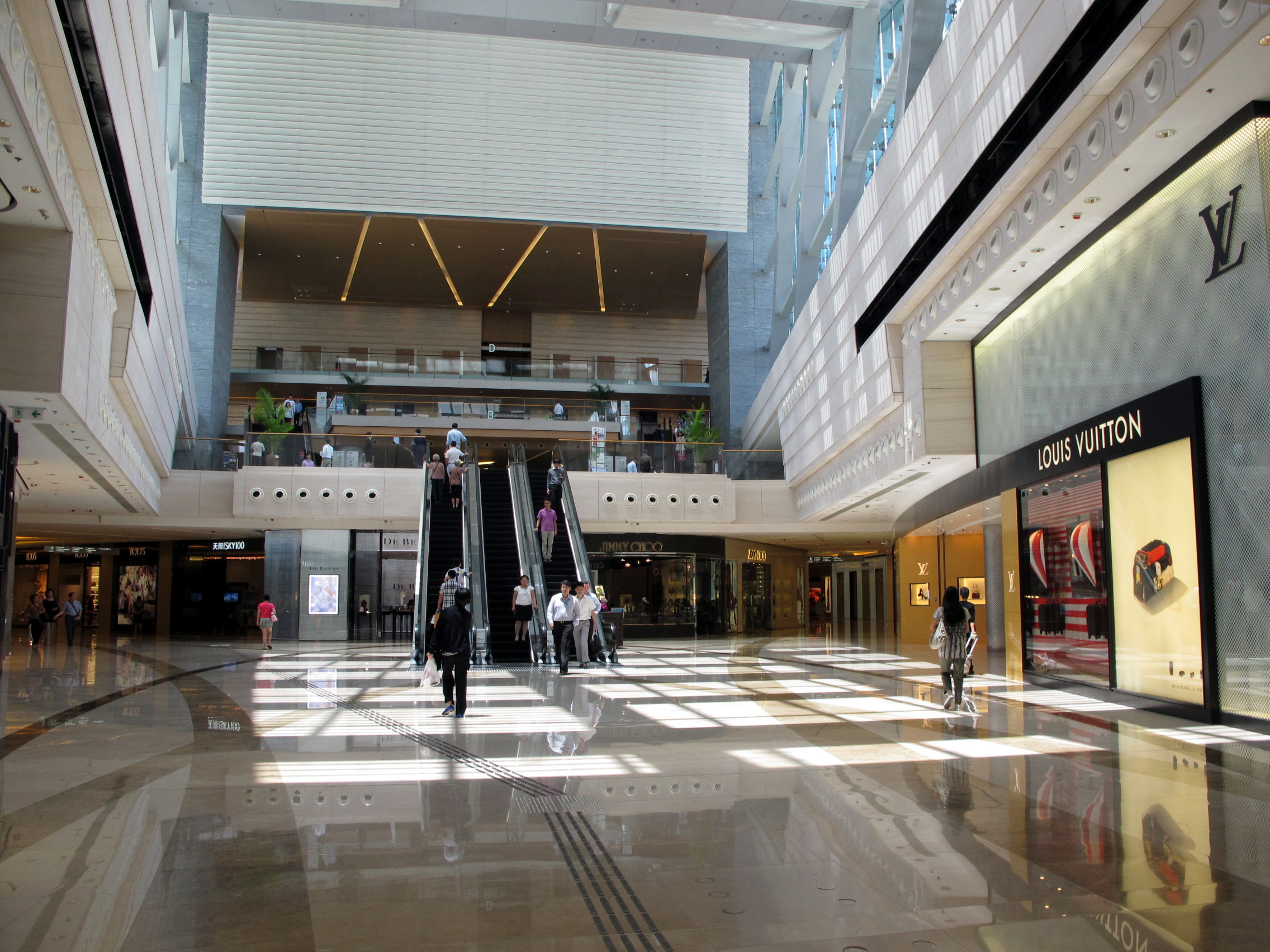
通往環球貿易廣場及圓方擴展部分的通道

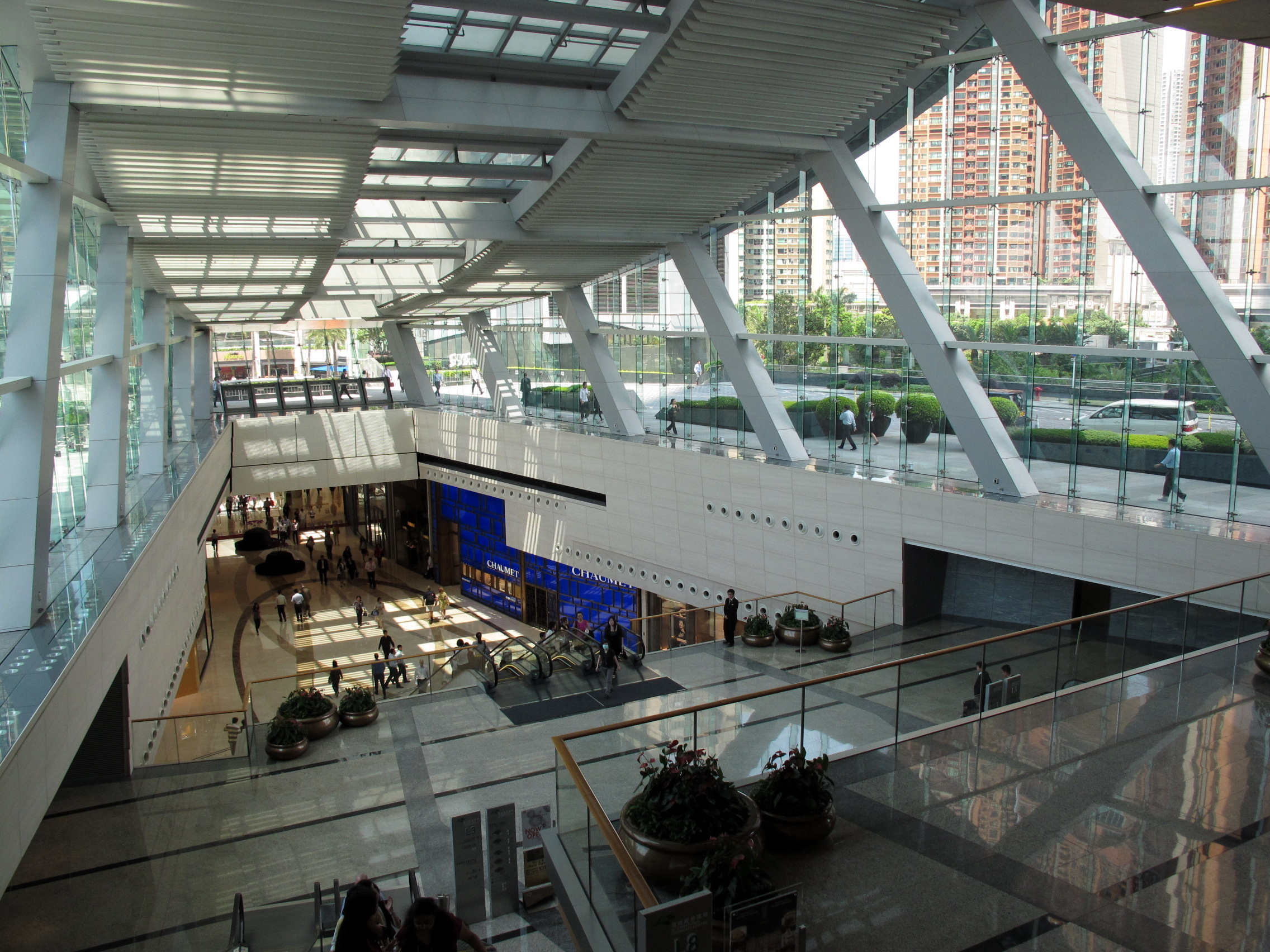
環球貿易廣場入口採用特別的「龍尾」設計

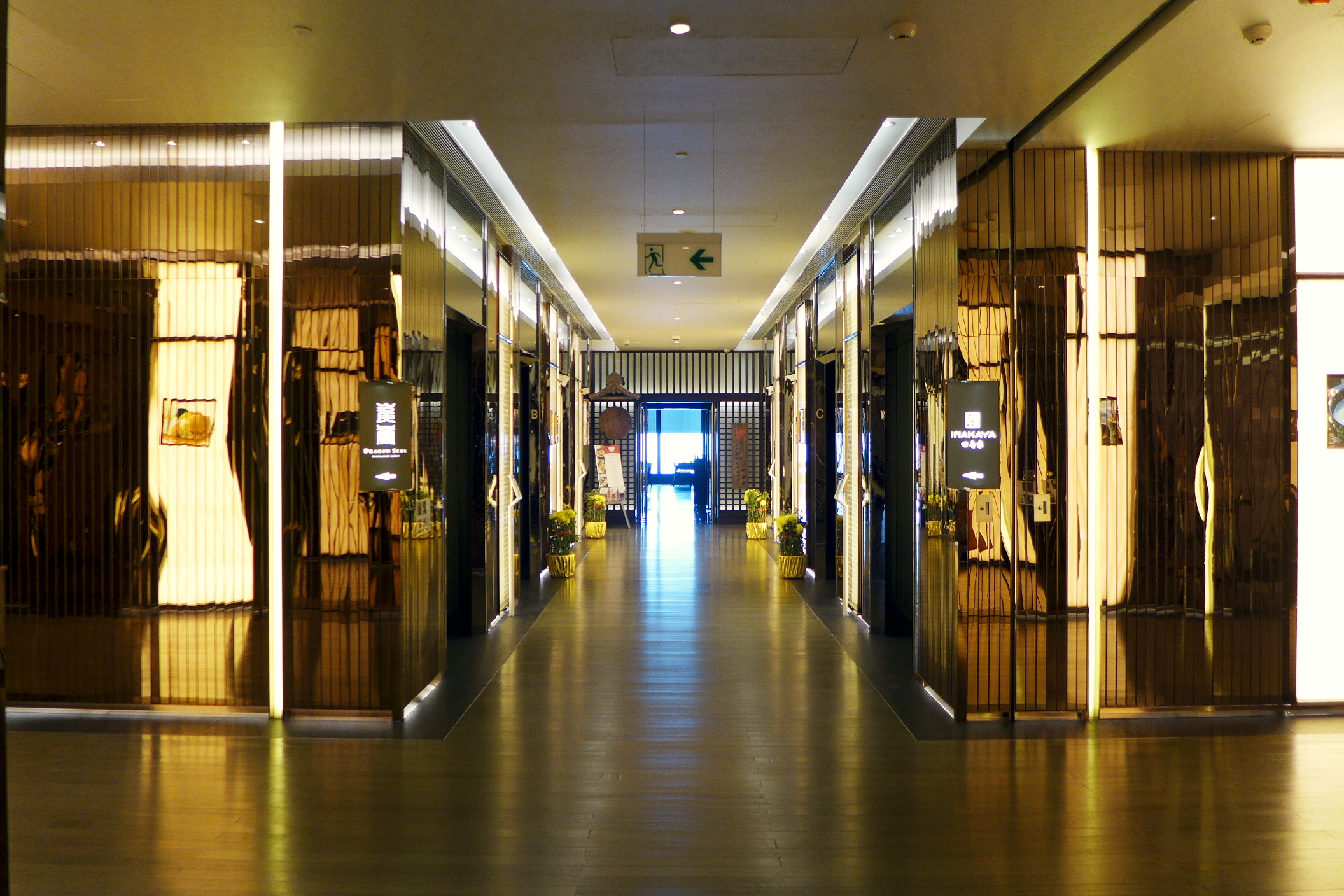
Skydining 101

### 發展權批出
港鐵有限公司把旗下九龍站的第五期兩幢高層樓宇建築面積計入第六期及第七期物業中（因此沒有九龍站第五期之稱），並在2000年9月6日把五、六、七期合併公開競投，當中第七期為一幢摩天大樓（現時的環球貿易廣場）。新鴻基地產成功投得有關物業的發展權，促成近年來最大的一個單一發展項目。整個項目包括酒店、商場、寫字樓及停車場，總樓面面積達504,350平方米（540萬平方呎），投資額約200億元。

### 初期計劃
港鐵有限公司與發展商新鴻基地產發展有限公司於2000年10月30日舉行九龍站第七期項目的簽約儀式。發展商宣佈計劃興建一座由SOM建築設計事務所設計的錐狀頂摩天大廈，並把其高度定為574米（高於當時即將動工興建，高於415.8米的國際金融中心二期），打算刷新香港最高建築物的紀錄，並可望成為全球最高建築物。

### 最終方案
工程顧問公司奧雅納的報告指出，由SOM建築事務所設計的方案存在結構上的問題，建築及維修成本過高，不合乎成本效益。於是，發展商新鴻基地產重新就大樓設計公開招標，並提出了兩項大原則：一是建築技術上可行，二是合乎成本效益。
最終的設計方案於2001年由KPF建築事務所投得，高度被調低至水平基準480米（即實際高度474米）。其後，發展商新鴻基地產於2005年向城市規劃委員會提出申請，將樓宇總高度由水平基準480米增加至水平基準490米（即實際高度484米），最終獲批。修訂後的高度仍能讓它成為香港最高的建築物，但未能超越當時全球最高的臺北101大樓（高508米）。
根據城市規劃委員會的分區大綱圖，環球貿易廣場的所在地至2007年7月仍未有對樓宇列出任何高度限制。因此，新鴻基地產於2005年向城市規劃委員會提出申請，將大樓的總高度由水平基準480米增加至水平基準490米時，得以順利獲批。

### 興建
發展商於2005年以預售樓花方式，向地鐵買斷整個項目的權益，並於9月29日將九龍站第7期項目正式命名為「環球貿易廣場」。隨後，環球貿易廣場的官方動土典禮於2005年11月9日舉行，標誌著環球貿易廣場的興建工程正式展開。此項目由新輝城建及中國建築第三工程局合作建造；其中，鋼結構由中建三局設於廣東省內的工場承造及進行初步焊接，再運抵工地由新地工人在中建三局工程師監督下負責安裝。
第1期共90萬平方呎的商業樓面於2008年7月31日完成，並且已經開放40多層；第2期於2009年6月完成；第3期於2011年5月完成。2005年10樓至22樓商業樓面預租，第1期共90萬平方呎的商業樓面已於2008年9月入伙。
2009年9月13日（星期日）發生嚴重的工業意外，6名清潔工人由於所乘搭的升降機槽工作平台突然由30樓急速下跌至10樓，最終無一生還，工程進度因此而要一度暫停。

### 出租
2007年8月9日，投資銀行摩根士丹利與新鴻基地產簽訂協議，承租30至47樓、約35萬平方呎，作為香港的亞太區總部新址。估計今次的成交呎租約35元，月租約1000萬元。摩根士丹利於2008年底遷入環球貿易廣場，成為最大租戶之一。同日，新鴻基地產代理執行董事雷霆亦指出，除了摩根士丹利外，還有不少國際跨國機構有興趣承租環球貿易廣場，並會透露第一期的樓面已幾乎全部承租。
2007年12月5日，歐資投資銀行瑞信集團與新鴻基地產達成長期租賃協議，承租87至95, 97至99樓、合共30萬平方呎，作為香港區總部新址。瑞信是大樓最高辦公室，當中88樓打造成貴賓接待處。2011年完成所有部門搬遷，成為環球貿易廣場第二大租戶。
2008年4月10日，新鴻基地產公佈，環球貿易廣場吸引最近一系列來自不同行業的新租戶進駐，包括荷蘭銀行全新分行、中國海澱集團、EFG Bank、日資公司凸版印刷 TOPPAN（前名快捷財經/SNP Vite）及 Titan Resources 等著名企業。
2008年5月6日，德意志銀行宣佈租用環球貿易廣場12層共42萬方呎樓面，並預留6層樓面供日後擴充之用，最多可擴展至18層，已落實租用及可選擇承租的總樓面面積共達62,000平方米（等同約630,000平方呎），平均呎租約60元。德意志銀行計劃由2010年第三季起分階段搬遷至環球貿易廣場新址，成為環球貿易廣場的最大租戶。
2008年6月中，基座荷蘭銀行全新分行正式開張，由圓方前往環球貿易廣場通道有限度開放。強制性公積金計劃管理局辦事處曾設在15, 16樓，但不敵貴租，於2016年2月22日遷往葵涌九龍貿易中心1座8、27及28樓。
截至2009年8月，物業接近百分之百出租，入伙租戶包括投資銀行ING Asia Pacific Ltd.、CIMB、摩根士丹利、荷蘭銀行、德意志銀行、中國海淀集團、EFGBank、凸版快捷財經（前名快捷財經），中信銀行國際承租79、80樓共約6萬平方呎樓層 及TitanResources。

## 設施及樓層

### 全球第三高酒店
香港麗思卡爾頓酒店2011年3月29日開幕，座落大樓3樓至9樓及M4-3至118樓，共312間客房。Café 103及酒店大堂位於103樓，海拔425米。建成後取代上海金茂大廈的金茂君悅大酒店，成為全球最高五星級酒店。2019年9月10日被廣州瑰麗酒店取代。
2021年6月19日，錦江國際酒店集團旗下「J酒店上海中心」正式開業，成為現時全球最高酒店。上海101意大利餐廳、酒店大堂及酒廊位於101樓，離地470米；五家餐廳之一的120樓「天之錦」更於2022年2月22日打破「吉尼斯世界紀錄」，離地556米。

### 天饌101
101樓（海拔399米）設4間高級食肆，包括為龍皇酒家飲食集團黃永幟主理的「龍璽」新法式中菜廳（龍璽中菜廳）。餐廳於2011年2月試業。中菜廳積達7,500呎，耗資3,000萬豪裝，可招呼160名食客。中菜廳更引入神秘果食譜、全港首創私家電飯煲等5招策略，是全球最高中菜食肆。另為在日本及紐約有四間分店的「田舍家」，提供和食、鐵板燒及爐端燒。「翡翠雲臺」於2012年初開業，是為翡翠餐飲集團在香港旗下首家高級精緻上海菜餐廳。原址在2015年結業後改為波士廳‧101中菜館。另一間為米芝蓮三星冠冕的「天空龍吟」。
現有五家高級餐廳: 田舍家、Odyssée、波士廳‧101、閩粵軒、朝天門

### 天際100
旅客可於2樓電梯大堂乘搭高速電梯、60秒抵達100樓全港最高360度室內觀景台，約3萬平方呎。
遠眺港九新界及離島區的著名地標或景點，如維多利亞港、灣仔會展、凌霄閣、長洲、青馬大橋、昂船洲大橋、大帽山、獅子山、朗豪坊及荃灣如心廣場等。
晚上8時可於觀景台東翼欣賞“幻彩詠香江”大廈燈光音樂匯演，歷時約9.7分鐘。

### 辦公室（10樓至99樓）
共250萬平方呎。由低至高劃分5個區域，區域1及2凈樓底高度2.85米；區域3至5為3.15米。每層面積隨高度遞減，10樓38,864平方呎，99樓31,182平方呎。放租單位由1,500呎至31,000呎。

### 健身中心“SPACE”（20樓）
租戶專用，佔地15,000平方呎，內有完備健體設施，提供個人化健體專業指導、營養顧問，以及開設健體班和物理治療服務。
| 環球貿易廣場樓層配置 | 環球貿易廣場樓層配置 | 環球貿易廣場樓層配置 | 環球貿易廣場樓層配置 |
| 樓層                 | 實際樓層 （順序）    | 設施／承租戶 | 海拔                 |
| -------------------- | -------------------- | --- | -------------------- |
| R                    | R                    | | 484米                |
| 118                  | 108                  | Ozone酒吧、健身中心、游泳池 |                      |
| M6                   | 107                  | 機電層 |                      |
| 117                  | 106                  | 香港麗思卡爾頓酒店Club Level客房 |                      |
| 116                  | 105                  | 水療中心、行政酒廊 | 465米                |
| 115                  | 104                  | 香港麗思卡爾頓酒店客房 |                      |
| 113                  | 103                  | 香港麗思卡爾頓酒店客房 |                      |
| 112                  | 102                  | 香港麗思卡爾頓酒店客房 |                      |
| 111                  | 101                  | 香港麗思卡爾頓酒店客房 |                      |
| 110                  | 100                  | 香港麗思卡爾頓酒店客房 |                      |
| 109                  | 99                   | 香港麗思卡爾頓酒店客房 |                      |
| 108                  | 98                   | 香港麗思卡爾頓酒店客房 |                      |
| 107                  | 97                   | 香港麗思卡爾頓酒店客房 |                      |
| 106                  | 96                   | 香港麗思卡爾頓酒店客房 |                      |
| M5                   | 95                   | 機電層 |                      |
| 103                  | 94                   | Café 103、香港麗思卡爾頓酒店大堂 | 425米                |
| 102                  | 93                   | 天龍軒、Tosca di Angelo、魚子醬吧、The Lounge & Bar |                      |
| M4-3                 | 92                   | 香港麗思卡爾頓酒店員工層、機電層 |                      |
| M4-2                 | 91                   | 機電層 |                      |
| M4-1                 | 90                   | 機電層 |                      |
| R4                   | 89                   | 避火層 |                      |
| 101                  | 88                   | 天饌101（田舍家、Odyssée、波士廳‧101、閩粵軒、朝天門） | 399米                |
| 100                  | 87                   | 天際100、Café 100 | 393米                |
| 99                   | 86                   | 瑞士信貸集團 |                      |
| 98                   | 85                   | 瑞士信貸集團 |                      |
| 97                   | 84                   | 瑞士信貸集團 |                      |
| 96                   | 83                   | 安域亞洲 |                      |
| 95                   | 82                   | 瑞士信貸集團 |                      |
| 92                   | 81                   | 瑞士信貸集團 |                      |
| 91                   | 80                   | 瑞士信貸集團 |                      |
| 90                   | 79                   | 瑞士信貸集團 |                      |
| 89                   | 78                   | 瑞士信貸集團 |                      |
| 88                   | 77                   | 瑞士信貸集團 |                      |
| 87                   | 76                   | 瑞士信貸集團 |                      |
| 86                   | 75                   | 雷格斯旗下辦公空間品牌Signature，佔地3.3萬平方呎, 467個工作區、6個會議室和60個私人辦公室 |                      |
| 85                   | 74                   | 雷格斯旗下辦公空間品牌Signature，佔地3.3萬平方呎, 467個工作區、6個會議室和60個私人辦公室 |                      |
| 82                   | 73                   | 雷格斯旗下辦公空間品牌Signature，佔地3.3萬平方呎, 467個工作區、6個會議室和60個私人辦公室 |                      |
| 81                   | 72                   | 意大利聯合聖保羅銀行、美圖、華興資本 |                      |
| 80                   | 71                   | 中信銀行（國際） |                      |
| 79                   | 70                   | 中信銀行（國際） |                      |
| 78                   | 69                   | 辦公樓層 |                      |
| M3-2                 | 68                   | 機電層 |                      |
| M3-1                 | 67                   | 機電層 |                      |
| R3                   | 66                   | 避火層 |                      |
| 77                   | 65                   | 聯昌證券、建業地產、展騰投資管理、新韓亞洲金融 |                      |
| 76                   | 64                   | Pang & Co、萬洲國際 |                      |
| 75                   | 63                   | 昆崙國際金融、合景泰富 |                      |
| 72                   | 62                   | 法國外貿銀行 |                      |
| 71                   | 61                   | 荷蘭銀行、法國外貿銀行 |                      |
| 70                   | 60                   | 荷蘭銀行、法國外貿銀行 |                      |
| 69                   | 59                   | 紫光科技 |                      |
| 68                   | 58                   | 龍光地產、Marcum Asia CPAs LLP |                      |
| 67                   | 57                   | 中國海外宏洋集團 |                      |
| 66                   | 56                   | 富邦銀行（香港）、瀚納仕、遠東宏信 |                      |
| 65                   | 55                   | 香港按揭證券有限公司 |                      |
| 62                   | 54                   | 韓亞金融集團 |                      |
| 61                   | 53                   | 德意志銀行 |                      |
| 60                   | 52                   | 德意志銀行 |                      |
| 59                   | 51                   | 德意志銀行 |                      |
| 58                   | 50                   | 德意志銀行 |                      |
| 57                   | 49                   | 德意志銀行 |                      |
| 56                   | 48                   | 德意志銀行 |                      |
| 55                   | 47                   | 德意志銀行 |                      |
| 52                   | 46                   | 德意志銀行、瑞禾航空資本 |                      |
| 51                   | 45                   | 新鴻基地產示範單位（天璽．海） |                      |
| 50                   | 44                   | 辦公樓層 |                      |
| 49                   | 43                   | 空中大堂 |                      |
| 48                   | 42                   | 空中大堂 |                      |
| M2-2                 | 41                   | 機電層 |                      |
| M2-1                 | 40                   | 機電層 |                      |
| R2                   | 39                   | 避火層 |                      |
| 47                   | 38                   | 摩根士丹利 |                      |
| 46                   | 37                   | 摩根士丹利 |                      |
| 45                   | 36                   | 摩根士丹利 |                      |
| 42                   | 35                   | 摩根士丹利 |                      |
| 41                   | 34                   | 摩根士丹利 |                      |
| 40                   | 33                   | 摩根士丹利 |                      |
| 39                   | 32                   | 摩根士丹利 |                      |
| 38                   | 31                   | 摩根士丹利 |                      |
| 37                   | 30                   | 摩根士丹利 |                      |
| 36                   | 29                   | 摩根士丹利 |                      |
| 35                   | 28                   | 摩根士丹利 |                      |
| 32                   | 27                   | 摩根士丹利 |                      |
| 31                   | 26                   | 摩根士丹利 |                      |
| 30                   | 25                   | 摩根士丹利 |                      |
| 27                   | 24                   | 香港金融管理局 |                      |
| 25                   | 23                   | 香港金融管理局 |                      |
| 22                   | 22                   | 香港金融管理局 |                      |
| 21                   | 21                   | 新鴻基地產示範單位（SIERRA SEA） |                      |
| 20                   | 20                   | SPACE健身中心 |                      |
| 19                   | 19                   | 新鴻基地產售樓處、冠城鐘錶珠寶集團有限公司、依波系列品牌有限公司、羅西尼表業（香港）有限公司、Corum（Hong Kong）Limited、幸福控股（香港）有限公司、富地銀行香港代表辦事處、環亞控股國際有限公司、環球貿易廣場服務處、錦欣投資集團有限公司 |                      |
| 18                   | 18                   | 瑞士盈豐銀行股份有限公司 |                      |
| 17                   | 17                   | 保利協鑫能源、亞洲能源物流、東吳水泥 |                      |
| 16                   | 16                   | 新鴻基地產示範單位（NOVO LAND） |                      |
| 15                   | 15                   | 印度ICICI銀行 |                      |
| 12                   | 14                   | Cyprian Capital Group (Asia) Limited、新鴻基地產示範單位（天璽．天） |                      |
| R1                   | 13                   | 避火層 |                      |
| M1-5                 | 12                   | 機電層 |                      |
| M1-3                 | 11                   | 機電層 |                      |
| M1-2                 | 10                   | 機電層 |                      |
| M1-1                 | 9                    | 機電層 |                      |
| 11                   | 8                    | 新鴻基地產售樓處 |                      |
| 10                   | 7                    | 新鴻基地產示範單位（天璽．天） |                      |
| 9                    | 6                    | 香港麗思卡爾頓酒店、辦公室電梯大堂 |                      |
| 8                    | 5                    | 香港麗思卡爾頓酒店、辦公室電梯大堂 |                      |
| 3                    | 4                    | 香港麗思卡爾頓酒店、辦公室電梯大堂 / 天饌101電梯大堂 | 25米                 |
| 2                    | 3                    | 天際100出入口、通往「西九文化區」天橋出口、圓方商場 |                      |
| 1                    | 2                    | 天際100售票處、上落客區 |                      |
| UG                   | 1                    | 扶手電梯轉乘大堂 |                      |
| G                    | G                    | 雅翔道出入口、貨物起卸區、停車場 |                      |
| B1                   | B1                   | 停車場 |                      |
| B2                   | B2                   | 停車場 |                      |
| B3                   | B3                   | 停車場 |                      |
| B4                   | B4                   | 停車場 |                      |

## ICC聲光耀維港
「ICC聲光耀維港」是一個開創先河的LED燈光音樂表演，並於2013年創下屬於香港的健力士世界紀錄 ─ 「單一建築物上最大型燈光音樂表演」。
最初的LED燈光動畫是由國際著名燈光設計師 戶恒浩人先生設計，他曾參與多個日本國內照明項目，別樹格調的照明項目令他聞名於同業。「ICC聲光耀維港」每晚7時45分及9時正於全香港最高的建築物 ─ 環球貿易廣場（ICC）上演。每季燈光動畫以不同主題及音樂故事設計，以絢爛的維港為背景，配合音樂，於ICC大廈外牆交織出令人歎為觀止的聲畫故事，帶出「心繫香港」的訊息，為香港投入正能量。

## 大樓命名
新鴻基地產在2000年投得九龍站第七期項目（即環球貿易廣場）的發展權時，未有即時為這座建築物命名。直至2005年8月，新鴻基地產在「維港新生活」宣傳以「Mega Tower」包裝這座大樓。可是這個名稱與合和實業旗下計劃中項目灣仔Mega Tower Hotel（即現時合和中心二期）英文名稱相同，引起了合和實業不滿。最後，新鴻基地產於2005年9月29日為這座大樓作正式命名，改用現時的名稱「環球貿易廣場」。
另一方面，環球貿易廣場的中、英文名稱只是譯意相近。其中文名稱「環球貿易廣場」直譯成英文為「Global Trade Square」，而英文名稱「International Commerce Centre」直譯成中文則為「國際商業中心」。

## 批評

### 辦公室大堂禁公眾拍攝及停留

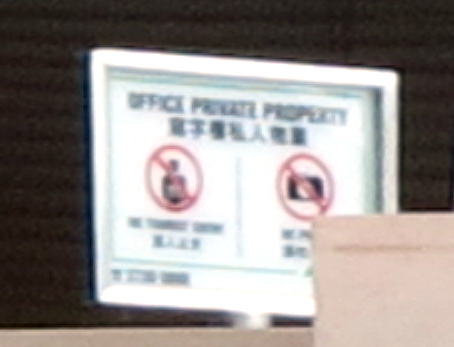
環球貿易廣場辦公室大堂設指示牌，禁止遊客進入辦公室大堂及禁止拍攝

環球貿易廣場聲稱因保安理由，由2010年開始，辦公室大堂及地下車道入口禁止遊客進入，連接圓方的入口大堂則駐守一名保安，以謝絕遊客進入。到了2011年下半年起於大堂加設指示牌，包括禁止遊客進入辦公室大堂及該範圍禁止拍攝的指示。然而，公眾人士需路過辦公室大堂才能進入101樓天際高級食肆（skydinning 101）及香港麗思卡爾頓酒店，為必經之路，有關安排令人費解及不便。公眾人士即使停留大堂不足數十秒、以至觀看場內指示牌及海報，亦會很快被保安要求立即離開。

### 保安猝死禁悼念
有環球貿易廣場保安員在2012年8月24日放工期間，疑因隱疾病發，在大廈後樓梯猝死。與死者生前友好的ICC員工表示曾希望悼念死者，但遭管理層拒絕，並下「封口令」，要求員工不得討論事件，以減少傳媒追訪，曾有員工討論事件時遭管理層「警告」，禁止談論，否則紀律處分。
該員工又稱，由於工作壓力大，加上公司內部的官僚文化，近年ICC保安員流失率極高，連同外判保安員，由3年前約100人，減至現時只有60至70人。

## 意外事件

### 致命工業意外

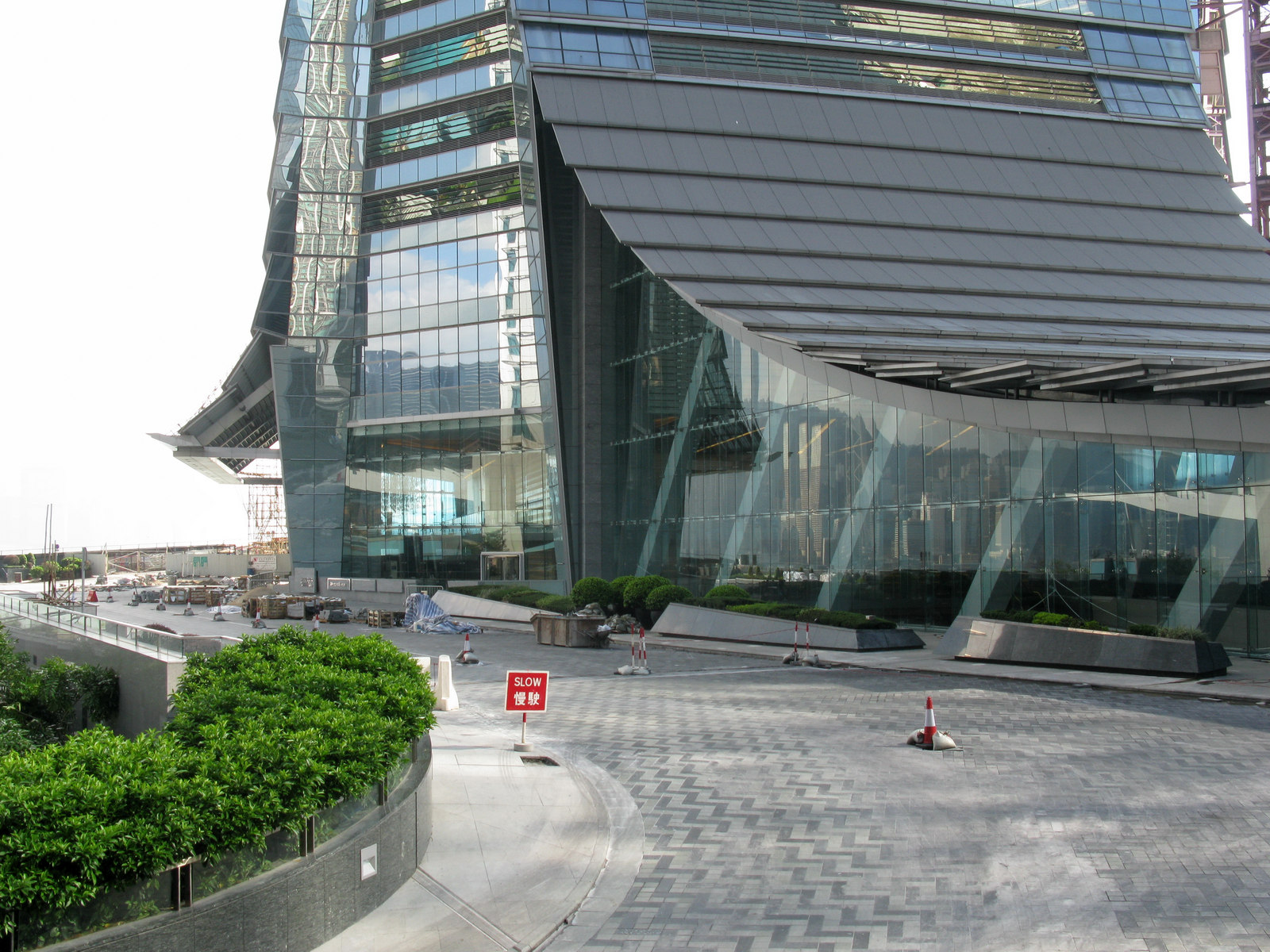
發生六死工業意外後的環球貿易廣場一度停工

2009年9月，尚未完全落成的環球貿易廣場地盤發生嚴重工業意外，6名清潔工人在30樓一個仍未安裝升降機的機槽臨時搭建的工作平台上準備清走雜物，其間突然發生意外，工作平台斷裂塌下，6人連廢料直墮10樓的升降機槽底，香港消防處出動特種救援隊，最終六名工人先後證實傷重死亡。事後，發展商新鴻基地產率先發放每位遇難者家屬一百萬港幣撫恤金，並協助處理後事。此外，集團更成立專家小組協助各香港政府部門調查事件經過。同時，亦提高了集團內所有建築中大廈之安全，以避免同類意外發生。

### 升降機事故
明報在2012年8月揭發環球貿易廣場涉嫌違規沒向機電署申報嚴重升降機事故，以及違法關掉大廈消防警報系統。該報獲得一段2012年3月大廈內部的升降機閉路電視片段，清晰顯示有保安員入升降機後，門尚未關好便突然全速上升。有知情員工表示，涉事的升降機為「C字母升降機」，連接8樓至27樓，前往積金局及投資銀行摩根史丹利的辦公室樓層。有資深ICC前線職員向報章投訴，指大廈啟用以來，升降機事故不斷。
職訓局卓越培訓發展中心（電機業）總教導員黃啟漢觀看短片後表示事故罕見，是屬於嚴重事故。他表示，升降機一般分為樓層門（外門）及內門，兩門必須完全關閉，升降機才能正常行駛，只要其中一道門有問題或未能關上，升降機便已無法行駛，「同時間內門及外門未能關上仍能行駛，是非常少有」。他相信事故與升降機聯鎖系統出現故障，令內外兩門接觸點未能感應有關，指出ICC應向機電署呈報，並徹查所有升降機是否存在同樣問題。
機電工程署表示「非常關注」事件，過去沒有接獲升降機承辦商呈報這宗事故報告，已即時派員瞭解情況，並指示升降機承辦商全面檢查ICC的升降機，以確保安全。

另一方面，該報亦取得大廈內部文件，顯示該大廈涉嫌由6月起，於8號風球襲港時，保安人員關掉3個樓層，即78、100及101樓的消防警報裝置，以免顧客按動而驚動消防局，而是由ICC內部處理。有前線員工認為不合理，但敢怒不敢言。此措施在7月尾10號風球韋森特襲港時已生效。消防處證實，6月29日當晚由9時至11時，接獲3宗源自ICC的召喚，包括1宗升降機被困、1宗善意虛報及1宗警鐘誤鳴。
前消防處長林振敏直指有關做法涉違反消防條例、亦極不合理，罔顧市民安全，可能觸犯刑事罪行，火警一旦發生，會引致延誤救援。
新鴻基轄下的環球貿易廣場服務處回應稱，升降機供應商在事故當日即時調查，發現「升降機例行保養的一個步驟，一度令制動器稍稍偏離正常運作」。供應商已刪除該步驟，升降機整體保養質素不會受影響。供應商強調是個別獨立事件，不涉任何機械故障，再三經升降機工程師證實安全後，才開放予客戶使用。至於被指在颱風下關掉其中3樓層的消防系統，服務處未有正面回應，僅稱ICC消防系統一向保持運作及保養在最佳狀態，在檢測及維修消防系統時，服務處會暫時隔離部分火警鐘，在受影響範圍加強監察並安排攜有手提滅火器的職員駐守現場戒備。
機電工程署表示，環球貿易廣場服務處並無呈報2012年3月一宗嚴重升降機事故。經初步調查，懷疑涉及升降機機門聯鎖裝置故障，已要求升降機承建商下月七日前提交報告。

### 跳樓
2017年8月8日，於凌晨3時許，一名的士司機駕車至環球貿易廣場對開的士站時，發現一名29歲廖姓女子倒臥馬路位置，經救護員檢查後證實女事主已死亡。該女子為廣東政協常委廖榕就的29歲女兒廖依琳，在7日至凌晨登記入住麗思卡爾頓酒店。經調查後，初步懷處疑有人從R4層的隔火層位置攀過圍欄墮下。大廈10餘樓凸出的玻璃窗被發現碎裂，懷疑為女事主墮樓時壓中，警方正調查其墮樓原因。此事件為香港史上最高樓層墮樓事件，打破2013年有人從君臨天下77樓跳樓自殺的紀錄。

### 謀殺
2018年1月14日清晨，麗思卡爾頓酒店一個南韓籍3人家庭（包括42歲夫婦及6歲兒子）入住109層的房間發生命案，男事主疑經營朱古力生意失敗，致電身在南韓的友人聲稱一家人要自殺，友人致電南韓警方，後轉介南韓駐香港總領事館求助，領事館再聯絡酒店了解，職員用後備匙開門，發現一對母子身中多刀倒斃房內，警員到場拘捕疑兇並撿走一把不屬於酒店而染血的刀，男子被捕時滿身酒氣。酒店對不幸事件深表同情，正配合警方調查。
2022年6月30日，23歲瑜伽導師周慧賢原定當日於凌晨2時登機赴美國進修，惟在6月29日下午與前男友離開寓所後失蹤，家人報警並在網上發帖尋人。其前男友在6月30日到警署自首，警方其後在麗思卡爾頓酒店酒店一房間發現一具女屍，相信為周慧賢。

## 相鄰設施

### 住宅及服務式住宅

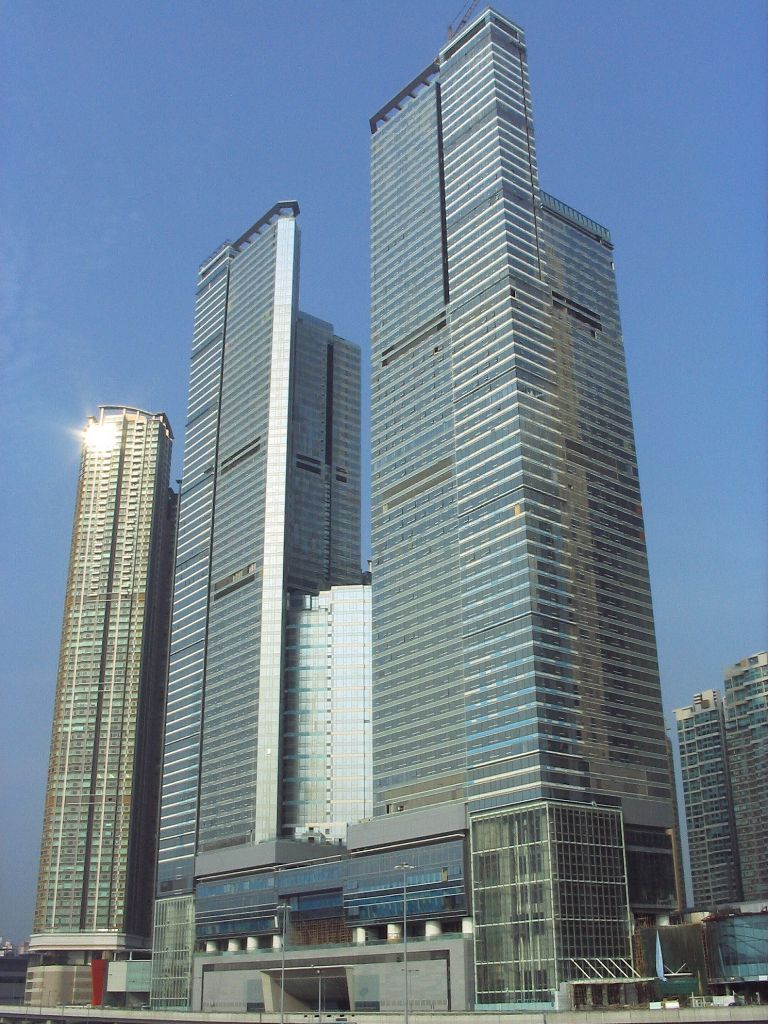
天璽

由兩座約270米高的摩天大廈組成的天璽座落於環球貿易廣場毗鄰。分別提供100萬平方呎的豪華住宅和服務式住宅及一間五星級香港W酒店，該酒店擁有394間房間，由國際知名的W酒店集團管理。

### 大型主題商場

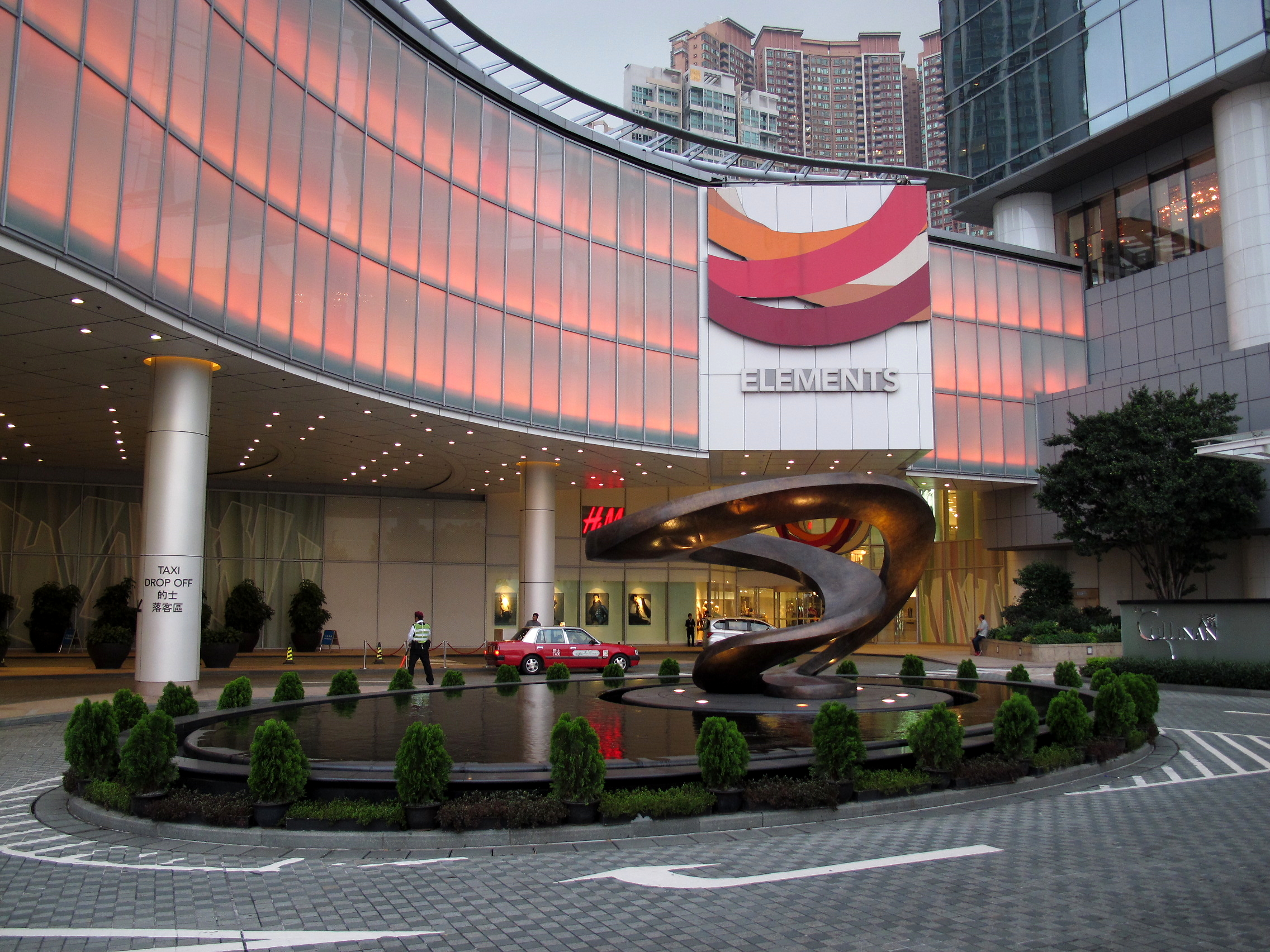
圓方

逾100萬平方呎的大型主題商場圓方座落於環球貿易廣場等的建築群中。商場的第一期已於2007年10月1日正式開幕。發展商計劃將它打造成為一個匯聚購物、飲食、娛樂及文化的地點。商場內按照中國傳統的五大元素分為「金」、「木」、「水」、「火」和「土」5個主題區域。每個主題區域都配以不同的建築特色、藝術品和斜坡來營造出不同的室內環境。

### 停車場
整個項目（連同Union Square第六期）將提供共1700個車位。當中500個車位專為環球貿易廣場的租戶而設，而餘下的1200個車位供訪客使用。

## 外部連結
- 環球貿易廣場官方網站（页面存档备份，存于）
- 環球貿易廣場觀景台官方網站 （页面存档备份，存于）
- OpenStreetMap上有關環球貿易廣場的地理

22°18′12″N 114°09′37″E / 22.303242°N 114.160234°E